# Transeius morii
Transeius morii är en spindeldjursart som först beskrevs av Ehara 1967.  Transeius morii ingår i släktet Transeius och familjen Phytoseiidae. Inga underarter finns listade i Catalogue of Life.